# Gregorio IV di Alessandria
Papa Gregorio IV (XIV secolo – 1412), è stato papa e patriarca greco-ortodosso di Alessandria e di tutta l'Africa tra il 1398 e il 1412.